# Aldea del Rey Niño
Aldea del Rey Niño es una pedanía española perteneciente al municipio de Ávila, capital de la provincia homónima, en la comunidad autónoma de Castilla y León.

## Historia
En el entorno de la localidad se ha encontrado un enterramiento del periodo calcolítico asociado a la cultura del vaso campaniforme.
Hacia mediados del siglo XIX, el lugar, por entonces con ayuntamiento propio, tenía contabilizada una población de 253 habitantes. La localidad aparece descrita en el primer volumen del Diccionario geográfico-estadístico-histórico de España y sus posesiones de Ultramar de Pascual Madoz de la siguiente manera:

ALDEA DEL REY: l. con ayunt. de la prov., part. jud., adm. de rent. y dióc. de Avila (1 1/2), aud. terr. de Madrid (16), c. g. de Castilla la Vieja (Valladolid 23): sit. en la falda de un pequeño cerro al pie y N. de la Cuesta de Cabañas, que forma parte de las tierras de Avila, batido por los aires del N. y O. y defendido por los demas, goza de saludable clima aunque se esperimentan como enfermedades mas comunes las afecciones catarrales, calenturas gástricas é hidropesias: ocupa una estension de 490 varas de largo y 53 de ancho, y tiene 64 casas inclusos los pajares para conservar el heno y demas necesario para el ganado, de 3 1/2 varas escasas de altura, formando cuerpo de pobl. con una plaza pequeña, una calle y varias callejuelas todas irregulares, sucias y sin empedrado; hay casa de la municipalidad, cárcel y escuela de primera educacion dotada en 200 rs. de los fondos comunes, y 5 ó 6 cuartillos de centeno por cada uno de los 24 alumnos de ambos séxos que concurren: la igl. es aneja á la parr. de Gemuño, y tiene por último su cementerio: en los afueras hay una fuente de buen agua de que se surte el vecindario: otra que solo sirve para los ganados y mas lejos dos manantiales que aun en el verano subsisten. Confina su térm. al N. con el de Avila, E. con el térm. redondo de la Serna, S. con el de Cabañas, y O. con el de Gemuño y desp. de Malija: se estiende 1/4 leg. de N. á S., 1/8 de E. á O.; comprende 642 fan. de tierra todas cultivables: el terreno es llano, escepto por el S. que ocupa algo de la cuesta de Cabaña, floja, de secano, y propia solo para cereales: se divide en tres suertes llamadas de Malija, de los Charcos y de la Nava, que alternan por años en la siembra: hay ademas 47 fan. de prado de secano para heno, y las deh. llamadas Gormaz, Guterreño, Valdeprados, la v. desp. de la Sorna: y corre de E. á O., á la der. y 1/4 leg. separado del pueblo el arroyo de este último nombre, que pierde su corriente en el estio: los caminos son de pueblo á pueblo, veredas y atajos; la correspondencia se recoge por los mismos interesados en Avila: ind.: la agrícola y la ganaderia. Prod.: centeno, trigo, cebada, algarroba, muelas y titos; se mantiene ganado lanar, de cerda y cabrio; 40 reses vacunas cerriles y 16 de labor, algunas yeguas y caballerias menores; pobl.: 76 vec.: 253 alm.: cap. prod.: 1.093,725 rs: imp.: 40,656: contr.: 4,763 rs. 21 mrs.: presupuesto municipal 1,200 rs.: se cubre con los prod. de propios, que consisten en 150 rs. de unas tierras de labor y 80 de unos prados: el resto se exije al vecindario.
(Madoz, 1845, pp. 494-495)

Hasta la reforma de la nomenclatura municipal de 1916 el municipio se llamaba simplemente Aldea del Rey. En dicha fecha su nombre fue modificado por el de Aldea del Rey Niño. El municipio de Aldea del Rey Niño desapareció en 1976, al ser incorporado junto a los de Vicolozano, Narrillos de San Leonardo y La Alamedilla del Berrocal al término municipal de Ávila.

## Demografía
| Gráfica de evolución demográfica de Aldea del Rey Niño entre 1842 y 1970 |
| |
| Población de derecho según los censos de población del INE. Población de hecho según los censos de población del INE.En estos censos se denominaba Aldea del Rey: 1842, 1857, 1860, 1877, 1887, 1897, 1900 y 1910. Entre el censo de 1981 y el anterior, este municipio desaparece porque se integra en el municipio Ávila. |

Evolución de la población en el siglo XXI
| Gráfica de evolución demográfica de Aldea del Rey Niño entre 2000 y 2020 |
|                                                                          |
| Población de derecho (2000-2020) según el padrón municipal del INE       |

## Transporte
| Línea    | Itinerario de las líneas urbanas de autobús en Ávila |  |
| Línea 11 | Aldea-San Francisco                                  |  |